# Archilopsis marifuga
Archilopsis marifuga är en plattmaskart som beskrevs av Martens, Curini-Galletti och Benedetto Luigi Puccinelli 1989. Archilopsis marifuga ingår i släktet Archilopsis och familjen Monocelididae. Inga underarter finns listade i Catalogue of Life.